# Abernathy
Abernathy é uma cidade localizada no estado norte-americano de Texas, no Condado de Hale e Condado de Lubbock.

## Demografia
Segundo o censo norte-americano de 2000, a sua população era de 2839 habitantes. 
Em 2006, foi estimada uma população de 2758, um decréscimo de 81 (-2.9%).

## Geografia
De acordo com o United States Census Bureau tem uma área de 
3,1 km², dos quais 3,1 km² cobertos por terra e 0,0 km² cobertos por água. Abernathy localiza-se a aproximadamente 1023 m acima do nível do mar.

## Localidades na vizinhança
O diagrama seguinte representa as localidades num raio de 28 km ao redor de Abernathy. 